# Fruktoliza
Fruktoliza se odnosi na metabolizam fruktoze iz prehrambenih izvora. Mada metabolizam glukoze koji se odvija kroz glikolizu koristi većinu istih enzima i intermedijernih struktura kao i fruktoliza, ova dva šećera imaju veoma različite metaboličke sudbine u ljudskom metabolizmu. Za razliku od glukoze, koja biva metabolisana širom tela, fruktoza se skoro u potpunosti metabolizuje u ljudskoj jetri, gde se u znatnoj meri koristi za obnavljanje jetrenog glikogena i sintezu triglicerida. Manje od jednog procenta unesene glukoze se direktno konvertuje u trigliceride plazme. 29% - 54% of fruktoze se konvertuje u jetri u glukozu, i oko jedne četvrtine se pretvara u laktat. 15% - 18% se konvertuje u glikogen. Glukoza i laktat se zatim normalno koriste kao energija za pogon ćelija širom tela.
Fruktoza je prehrambeni monosaharid prirodno prisutan u voću i povrću, bilo kao slobodna fruktoza ili kao deo disaharida saharoza, i kao njem polimer inulin. Ona je isto tako dostupna u vidu refiniranih šećera uključujući granulisane šećere (beli krirstalni stoni šećer, smeđi šećer i šećer u prahu), refinisane kristalne fruktoze i kao visokofruktozni kukuruzni sirupi. Oko 10% kalorijskog sadržaja zapadnjačke ishrane dolazi od fruktoze (približno 55 g/dan).
Za razliku od glukoze, fruktoza nije insulinski sekretolog, i može zapravo da snizi cirkulišući insulin. Osim jetre, fruktoza se metabolizuje u crevima, testisima, bubrezima, telesnim mišićima, masnom tkivu i mozgu, ali se ne transportuje u ćelije putevima koji su senzitivni na insulin (insulinom regulisanim transporterima GLUT1 i GLUT4). Umesto toga fruktoza se preuzima pomoću GLUT5.

## Spoljašnje veze
- „The Entry of Fructose and Galactose into Glycolysis”., Chapter 16.1.11. Jeremy M Berg John L Tymoczko, and Lubert Stryer (2002). Biochemistry (5th изд.). New York: W H Freeman.
- Tappy, L; Lê, K. A. (2010). „Metabolic effects of fructose and the worldwide increase in obesity”. Physiological Reviews. 90 (1): 23—46. PMID 20086073. doi:10.1152/physrev.00019.2009.